# Arimazes
Arimazes (en grec antic Αριμάζης) o Ariomazes (Αριομάζης) va ser un cabdill de la Sogdiana que l'any 328 aC tenia el domini d'una poderosa fortalesa anomenada "La Roca", fortalesa que va refusar d'entregar a Alexandre el Gran però finalment es va rendir, quan una força de macedonis va aconseguir de pujar al cim.
En aquest lloc Alexandre va trobar a Roxana, filla del sàtrapa de Bactriana, Oxiartes, a qui va fer la seva dona persa. Segons Quint Curci Ruf, tant Arimazes com els seus homes van ser crucificats, però Arrià i Poliè no ho esmenten.